# Mark Walter
Mark Walter (Cedar Rapids, Iowa, Estados Unidos, 1 de enero de 1960) es un hombre de negocios estadounidense y director ejecutivo de Guggenheim Partners, una firma de servicios financieros global privada con más de 325.000 millones de dólares en activos bajo administración con sede en Chicago y Nueva York. También es copresidente de la franquicia de las Grandes Ligas de Béisbol Los Angeles Dodgers y copropietario del club de la Premier League Chelsea F.C.

## Biografía
Walter es nativo de Cedar Rapids, Iowa y se graduó de Cedar Rapids Jefferson High School. 

## Vida Empresarial
En 1996, cofundó Liberty Hampshire Company, LLC con Steven E. Johnson, en Chicago. En 2000, ayudó a fundar Guggenheim Partners, LLC. En la actualidad, es el director ejecutivo de Guggenheim Partners, que se ha convertido rápidamente en una empresa global de servicios financieros diversificados con más de $260 mil millones en activos bajo administración, 2300 empleados y 25 oficinas en seis países alrededor del mundo.
El 1 de mayo de 2012, Walter ayudó a liderar Guggenheim Baseball Management, LLC, una sociedad privada formada en 2011 para adquirir Los Angeles Dodgers, en la compra exitosa de la histórica franquicia de béisbol por 2150 millones de dólares. Sus socios en Guggenheim Baseball Management incluyen a Peter Guber, Earvin “Magic” Johnson, Stan Kasten, Todd Boehly y Bobby Patton. Billie Jean King y su socia Ilana Kloss se unieron al grupo propietario de Los Angeles Dodgers en 2018.  Los empresarios Alan Smolinisky y Robert L. Plummer se unieron al grupo propietario en septiembre del 2019.
El 10 de diciembre de 2012, en la encuesta anual de las "50 personas más influyentes en el negocio del deporte", SportsBusiness Journal nombró a Walter como la octava persona más influyente en el negocio del deporte debido a la histórica compra de los Dodgers.
Walter también se desempeña como fideicomisario o director de varias organizaciones, incluida la Fundación Solomon R. Guggenheim, la Universidad Northwestern y el Museo Field.
Walter y varios de sus socios también compraron el equipo de baloncesto Los Angeles Sparks en 2014.
Más tarde se unió a la oferta liderada por su socio Boehly para comprar el club de fútbol inglés Chelsea en abril del 2022, efectivizada el 25 de mayo del 2022.

## Vida personal
Está casado con su esposa Kimbra Walter y tienen 2 hijos.